# Martín Insaurralde
Martín Insaurralde  (Lomas de Zamora, Buenos Aires, 30 de mayo de 1970) es un político argentino, miembro de Unión por la Patria (UxP), anteriormente Frente de Todos (FdT). Se desempeñó como jefe de Gabinete de Ministros del gobernador de la provincia de Buenos Aires Axel Kicillof entre 2021 y 2023. Previamente fue intendente del partido de Lomas de Zamora en los períodos 2009-2013 y 2014-2021; y diputado nacional por la provincia de Buenos Aires entre 2013 y 2014.
En las elecciones legislativas de 2013 fue primer candidato a diputado nacional por el Frente para la Victoria en la provincia de Buenos Aires. En 2014 renunció a su banca luego de un año en la Cámara de Diputados para regresar a la intendencia del partido de Lomas de Zamora. En 2023 se postuló a primer concejal en la fórmula encabezada por el candidato a intendente del partido de Lomas de Zamora por UxP, Federico Otermín de cara a las elecciones provinciales. El 30 de septiembre renunció como jefe de Gabinete a raíz de un escándalo de índole mediática, 48 horas después, el 2 de octubre renunció a su candidatura como concejal.

## Biografía
Martín Insaurralde, nació el 31 de mayo de 1970 en Lomas de Zamora. Su padre,  Rodolfo Insaurralde, trabajaba en la Junta Nacional de Carnes y  su madre, Loreley Fazzone,  como docente. Tiene dos hermanas, Alejandra y Adriana. 

### Trayectoria política
A los 16 años comenzó su militancia, en el centro de estudiantes de la Escuela Nacional Superior Antonio Mentruyt (ENSAM) de Banfield. En 2003 fue elegido concejal del municipio de Lomas de Zamora, en la lista del que fue candidato a intendente en esa ocasión, Jorge Rossi. En las elecciones de 2007 fue reelecto como primer concejal, ya en la lista del Frente para la Victoria, con el 17 % de los votos.
Se licenció de su banca luego para asumir la secretaría privada del municipio, hasta el 27 de octubre de 2009, cuando Rossi renunció a su mandato debido a «estrictos motivos personales» e Insaurralde asumió en su reemplazo, ya que era el primer concejal de su lista.

### Intendente
Tras dos años de gestión interina al frente del municipio de Lomas de Zamora, Insaurralde tuvo un contundente apoyo de los vecinos y logró la reelección en los comicios de 2011 con el 66,16 % de los votos, contra el 8,24 % del candidato del Frente Amplio Progresista Marcelo Díaz, convirtiéndose de este modo en el intendente más votado en la historia del municipio. Había logrado una gran ventaja en las primarias de agosto con un 62,73 % de los sufragios, contra el 10,20 % de su contrincante más cercano, el candidato del Frente Popular Jorge Ferreyra. Se mantuvo en el cargo hasta 2013 y se preveía que renunciara para asumir una banca de diputado nacional.
Durante esa campaña a la reelección, el 6 de junio de 2011, anunció en una conferencia de prensa que le había sido diagnosticado un seminoma, un tipo de cáncer de testículo, que se cree que origina del epitelio germinal de los túbulos seminíferos. Fue entonces sometido a una intervención quirúrgica y a un largo tratamiento que incluyó rayos X y quimioterapia. No obstante este trance, no resignó a su candidatura y, cuatro meses después del anuncio, llegó a la victoria. Reconoció la importancia que tuvieron sus electores en su tratamiento y posterior recuperación. El 10 de septiembre de 2011, durante los festejos por los 150 años de Lomas de Zamora, afirmó que «En estos tres meses, que fueron de los más difíciles de mi vida, sentí el amor de ustedes, y creo que sin su acompañamiento hubiera sido más difícil». No obstante todo el aspecto negativo de la dificultad vivida, Insaurralde admitió luego que la enfermedad le había traído sabiduría. «Hoy vivo los problemas de otra manera. Me interesa resolver los problemas desde otro lado. Antes también los resolvía, pero por ahí la obsesión se convirtió en planificar, en estar más tranquilo, en ver día a día cómo podemos ir avanzando. A veces la desesperación te hace equivocar».
Su mandato estuvo marcado por obras de infraestructura y por la implementación de proyectos sociales, que fueron calificadas por el propio Insaurralde como una «revolución que se vive en obras, en materia de seguridad y de políticas inclusivas». En términos de vialidad y urbanismo, durante la gestión fueron pavimentadas más de 1300 cuadras con el apoyo y financiación del Gobierno Nacional, además de realizada la puesta en valor del espacio público, que fue completamente renovado con la recuperación de 190 espacios verdes urbanos.
En lo que se refiere al saneamiento ambiental del municipio, durante el mandato de Insaurralde fueron concretadas obras de canalización de los arroyos Unamuno y del Rey, con la finalidad de evitar que se produzcan inundaciones, y de tendido de redes de cloacas. Estas obras permitieron conectar a la red cloacal a más de 100 mil vecinos de la zona de San José, barrio de Temperley. Este vecindario debía utilizar pozos negros para disponer de sus detritos, lo que propiciaba el brote de epidemias y enfermedades. En materia de salud, durante el mandato de Insaurralde fue construida la primera Unidad de Pronta Atención (UPA) de la Provincia de Buenos Aires, siguiendo un modelo brasileño de rápida construcción y permitiendo resolver localmente un 95 % de las consultas de los pacientes. Esta unidad está ubicada en el Cuartel Noveno, una de las zonas más vulnerables del municipio de Lomas de Zamora y puede responder a emergencias médicas de mediana y baja complejidad, atendiendo sin necesidad de turno previo a una población de alrededor de 300 000 habitantes.
Para reforzar la seguridad ciudadana en el municipio, se lanzó un plan de seguridad integral que incluyó la creación de una fuerza de seguridad municipal, la adquisición de 100 nuevos automóviles patrulla y la instalación de cámaras de seguridad que son monitoreadas en forma permanente desde un nuevo Centro de Protección Urbana.

### Candidato a diputado nacional

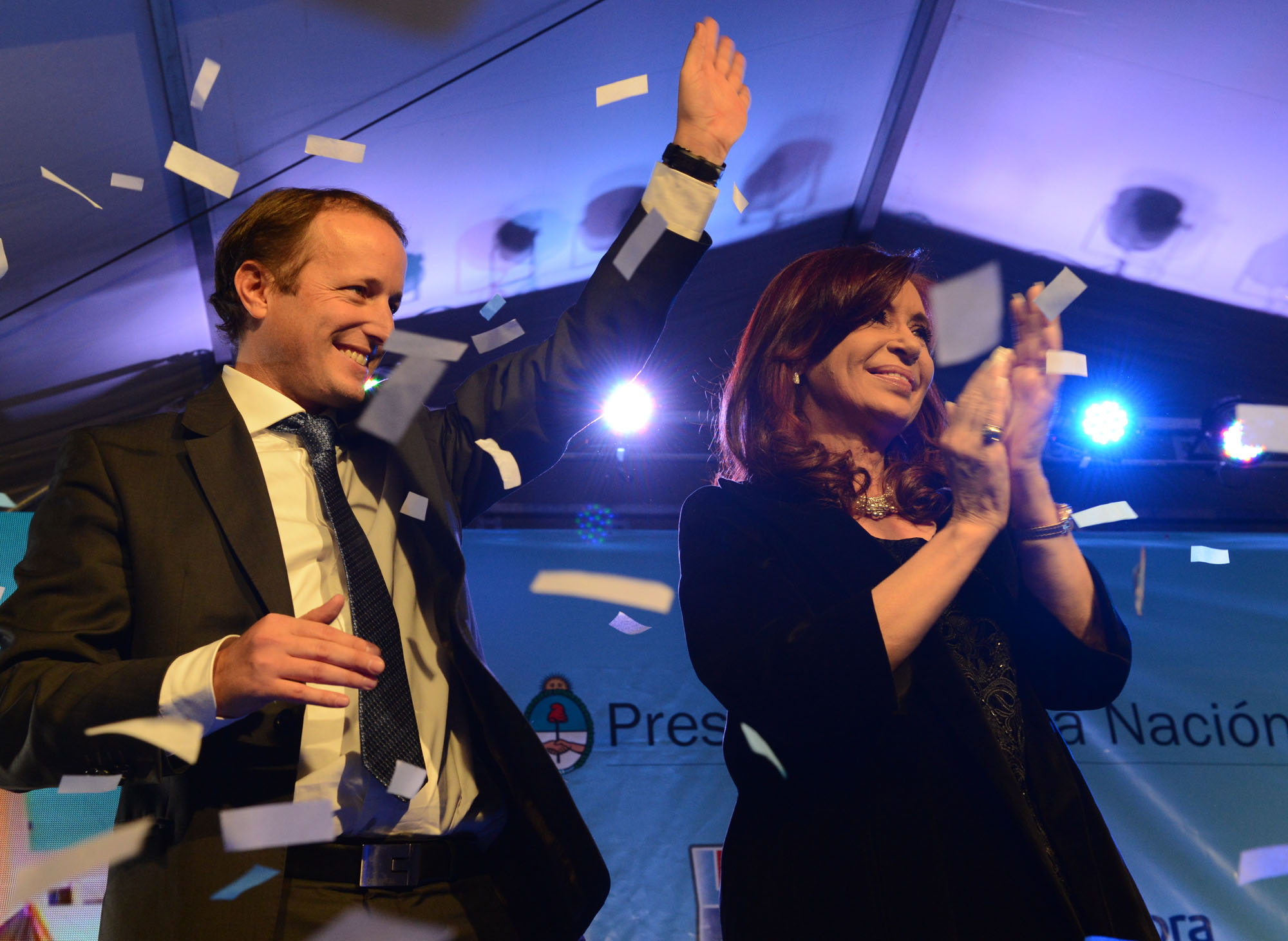
Martín Insaurralde y Cristina Fernández de Kirchner en 2013.

El 22 de junio de 2013, Martín Insaurralde fue confirmado como candidato a primer diputado nacional en la lista del Frente para la Victoria de cara a las elecciones primarias del mes de agosto, en la provincia de Buenos Aires. Además, quedó definido que Juliana Di Tullio ocuparía el segundo puesto en esa lista. Al día siguiente, fueron confirmados los demás candidatos de la nómina, entre los que se destacaron las presencias del abogado y dirigente sindical Héctor Recalde, el presidente de la Comisión de Derechos Humanos de la Nación, Remo Carlotto, y los diputados Carlos Kunkel y Diana Conti, quedando oficializados los 35 candidatos titulares y sus 10 suplentes para los comicios.
Insaurralde recibió también, en un acto realizado el 26 de julio de 2013, el apoyo explícito de intendentes de 78 municipios de la provincia de Buenos Aires y del gobernador de dicha provincia, Daniel Scioli, quienes expresaron su «más rotundo» respaldo a la lista de candidatos a diputado nacional del Frente para la Victoria. Scioli afirmó en la ocasión que «todos están encolumnados con Insaurralde» y que el candidato «nos representa y la Presidenta lo consideró el más adecuado para encabezar la lista que va a representar al proyecto nacional y popular». Martín Insaurralde, que ya había recibido el respaldo de funcionarios del gobierno nacional, consideró que, al tratarse de un proyecto colectivo, es natural que cuente con el apoyo y el compromiso de tantos intendentes y funcionarios, lo cual constituye una gran responsabilidad.
En las elecciones primarias del 11 de agosto de 2013, la lista de candidatos a diputado nacional del Frente para la Victoria encabezada en la provincia de Buenos Aires por Martín Insaurralde obtuvo el 29,05 % de los votos válidos, ubicándose segunda por detrás del Frente Renovador, que cosechó el 35,05 % de los sufragios. Martín Insaurralde fue el más votado en localidades como La Matanza (el distrito electoral más importante de la provincia), Lomas de Zamora (de donde es oriundo), Esteban Echeverría, Ezeiza, Quilmes, Berazategui y Florencio Varela, alzándose con la victoria en la tercera y quinta secciones electorales, además de otras localidades que no conforman el Área Metropolitana de Buenos Aires.
Sobre estos resultados, Insaurralde consideró que hubo un avance en su candidatura, por haber superado el desconocimiento del elector en menos de 40 días de campaña y haber captado, de este modo, alrededor del 30 % de los votos válidos en la provincia. «Empecé siendo desconocido por la gente, pero detrás de este avance están los frutos de años de trabajo, gestión y de un proyecto de país», ponderó tras conocer los resultados provisorios informados por el CNE, confiado en que tendría una cosecha de votos superior en las elecciones generales del 27 de octubre del mismo año.

### Reelección municipal
De cara a las elecciones generales de 2015, Insaurralde se presentó a la reelección al frente de la intendencia de Lomas de Zamora. En las elecciones primarias del 9 de agosto de 2015 obtuvo el 48,63 % de los votos, frente al 22,53 % conseguido por la alianza Cambiemos y el 15,91 % de la alianza Unidos por una Nueva Alternativa. En las elecciones generales celebradas el 25 de octubre consiguió la reelección con el 47,53 % de los votos, frente al 26,31 % de Gabriel Mercuri, de Cambiemos y el 16,54 % de Ramiro Trezza, de Unidos por una Nueva Alternativa.
En 2019 revalidó su mandato para un nuevo período en las elecciones generales, al obtener el 59,16 % de los votos frente al 30,13 % obtenido por Mercuri, candidato de Juntos por el Cambio. Durante su cuarto gobierno dio positivo de coronavirus.

### Gobierno bonaerense
En septiembre de 2021 asumió como jefe de Gabinete de Ministros de la provincia de Buenos Aires, designado por el gobernador Axel Kicillof. Tras un polémico escándalo mediático,  después de que se conocieran fotos suyas junto a la modelo Sofia Clérici a bordo de un yate en Marbella, España, el 30 de septiembre de ese año renunció como jefe de Gabinete y el 2 de octubre a su candidatura a primer concejal de Lomas de Zamora.

## Vida personal
Desde 1994 hasta 2000 estuvo casado con Liliana Toledo, de dicho matrimonio nacieron sus dos primeros hijos varones:  Martín y Rodrigo. Con su segunda esposa Carolina Álvarez tuvo a su hijo Bautista. En noviembre de 2014 contrajo matrimonio con la modelo, actriz y conductora Jesica Cirio, con quien tuvo una hija: Chloe. Se divorciaron en 2023.

## Controversias

### El «Yategate»
El 29 de septiembre de 2023 se viralizó en redes sociales fotos y videos de Insaurralde teniendo relaciones sexuales con la modelo Sofía Clérici, a bordo de un lujoso yate llamado "El Bandido" en el pueblo andaluz de Marbella, posterior a una serie de publicaciones de la modelo mostrando objetos ostentosos, lo que generó sospechas sobre el origen de los fondos para costear dicho estilo de vida y conllevó una denuncia por parte de la oposición por enriquecimiento ilícito y lavado de dinero. Según la fiscalía, Insaurralde no podría justificar su incremento patrimonial, que incluye tres propiedades de alto valor en Puerto Madero, San Vicente y Banfield, así como vehículos de lujo registrados a nombre de presuntos testaferros. Además, se detectaron alrededor de 76 viajes al exterior y gastos en efectivo de decenas de miles de dólares, como el alquiler del yate "El Bandido" por más de 13.000 euros y una estancia de cinco noches en Marbella por 28.000 euros. Estos gastos y bienes no coinciden con sus ingresos como funcionario público. El 1 de octubre el Gobernador Axel Kicillof anunció la disolución de la Jefatura de Gabinete de la Provincia.[cita requerida] Actualmente, el juez federal Ernesto Kreplak está a cargo de la causa, y ha citado a Insaurralde, sus hijos y otras personas vinculadas para justificar su patrimonio. Los fiscales sostienen que los fondos provendrían de actos de corrupción durante su gestión pública.